# Cantonul Migennes
Cantonul Migennes este un canton din arondismentul Auxerre, departamentul Yonne, regiunea Burgundia, Franța.

## Comune
- Bassou
- Bonnard
- Brion
- Charmoy
- Chichery
- Épineau-les-Voves
- Laroche-Saint-Cydroine
- Migennes (reședință)